# Clypeolontha alboplagiata
Clypeolontha alboplagiata är en skalbaggsart som beskrevs av Brenske 1898. Clypeolontha alboplagiata ingår i släktet Clypeolontha och familjen Melolonthidae. Utöver nominatformen finns också underarten C. a. myanmarensis.